# Augusto Mattei
Augusto Mattei (Roma, 7 giugno 1910 – Roma, 1º aprile 1974) è stato un calciatore italiano, di ruolo difensore.

## Biografia
Era il fratello minore di Attilio Mattei.
Militò a lungo nelle file della Lazio.
Morì a Roma all'età di 63 anni.

## Carriera
Durante la sua carriera giocò con varie squadre di club, tra cui anche la Lazio, con la cui maglia partecipò a cinque campionati di Serie A, e L'Aquila, squadra nella quale ha militato per anni.